# Природно-заповідний фонд Київської області
Природно-заповідний фонд Київської області

## Загальна характеристика
Станом на 1.08.2016 року в Київській області нараховується 196 територій та об'єктів природно-заповідного фонду, загальною площею 340421,39 га.
Серед них 171 територія та об'єктів місцевого значення, загальною площею 31986,77 га, та 23 території загальнодержавного значення, загальною площею 308434,62 га. З них 1 біосферний заповідник, 2 національні природні парки, 2 регіональні ландшафтні парки, 97 заказників, 61 пам'ятка природи, 14 парків-пам'яток садово-паркового мистецтва та 17 заповідних урочищ.
Дві території ПЗФ, а саме національний парк «Білоозерський» і регіональний ландшафтний парк «Трахтемирів», розміщені одночасно в межах Київської і Черкаської областей. У майбутньому кількість міжобласних ПЗФ може зрости, оскільки державою заплановано створення Канівського біосферного заповідника (Черкаська та Київська області) та НПП «Подесіння» (Чернігівська та Київська області). Також довгий час обговорюється ідея створення транскордонного біосферного резервату в зоні відчуження Чорнобильської АЕС (Київська область та Гомельська область Республіки Білорусь).

## Історія розвитку
Першими природоохоронними територіями Київщини можна вважати дендропарки, що створювалися в маєтках великих землевласників. Деякі з них тепер мають статус парків-пам'яток садово-паркового мистецтва або дендропарків — наприклад, «Олександрія» (створена наприкінці XVIII століття), парки «Згурівський», «Ташанський», «Кагарлицький», «Копилівський» тощо.
В історії розвитку мережі ПЗФ Київської області були періоди як створення територій, що охороняються, так і їхнього знищення, перш за все, через політику влади та її ставлення до охорони природи.
Наприклад, з 1923 до 1934 року на південь від тодішньої межі Києва, на заплавних землях р. Дніпро, існував один з перших в Україні заповідників — «Конча-Заспа». У науково-дослідній станції, що існувала на території заповідника ще до його створення, з 1893 року, працювали такі відомі вчені, як М. В. Шарлемань, В. І. Вернадський.
Влітку 1934 року «Конча-Заспу» ліквідували разом із багатьма іншими радянськими заповідниками, територію заплави розділили під сінокоси між чотирма колгоспами Києво-Святошинського району Київщини. У 1936 році територія «Конча-Заспи» увійшла до складу земель м. Києва і в 1999 році рішенням Київської міської ради № 146/649 оголошена ландшафтним заказником «Острів Жуків» площею 1630 га. У 2007 році Київська міськрада скоротила площу до 196 га та роздала землі під приватну житлову забудову. З того часу триває протистояння природоохоронної громадськості і забудовників.

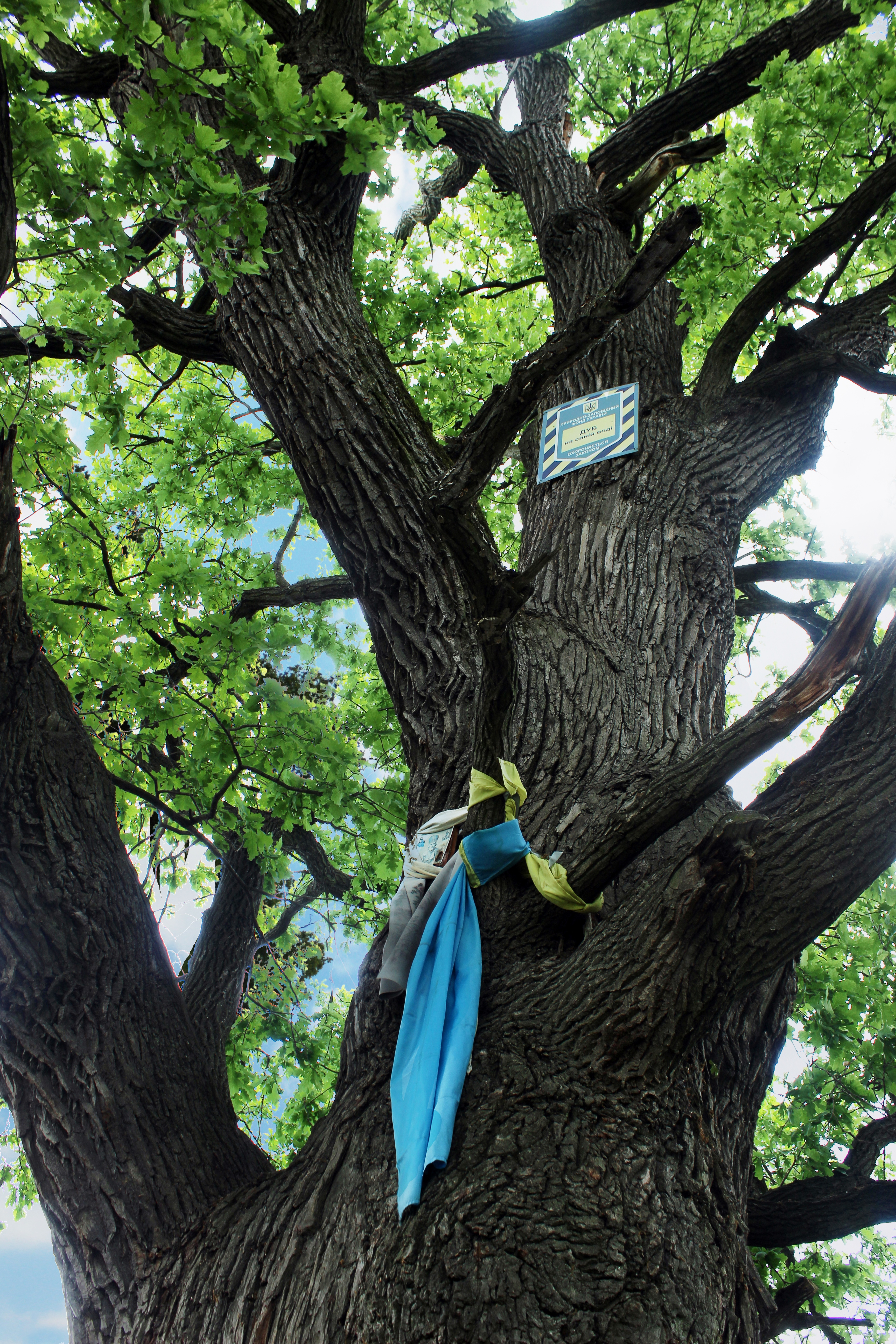
Жуків острів. Дуб на синій воді

Першим законодавчим документом із заповідної справи на території Української РСР було видане у 1926 році «Положення про пам'ятки культури і природи», якими встановлені правила створення, охорони, утримання, дослідження і пропаганди заповідних об'єктів. Серед чотирьох створених після цього природоохоронних інспектур була і Київська. Її очолив М. В. Шарлемань, що розпочав цілеспрямовану роботу із заповідання цінних природних об'єктів в Київській та сусідніх областях.
У 1928 році створюється Український комітет охорони пам'яток природи.
На початку 30-х років в Україні був опублікований реєстр заповідних об'єктів М. Шаліти, за яким в Київській області нараховувалось 125 пам'яток природи.
Станом на 1929 рік на території Київської інспектури (до неї входила Київська, Житомирська, Чернігівська, Сумська, Черкаська, Вінницька області) було заповідано 50 природних об'єктів.
Наприкінці 20-х років дендропарк «Олександрія» отримав статус заповідного об'єкту місцевого значення.
Згідно з урядовою постановою 1949 року «Про охорону природи на території Української РСР» заборонялось розорювати цілинні землі, вирубувати вікові дерева. У цей період академік П. С. Погребняк порушує питання про створення 11 нових лісових заповідників, серед яких — Чорнобильський у Київській області. Водночас частину заповідників закривають для будівництва дач, санаторіїв, будинків відпочинку, частину переводять у мисливські господарства.
У 50-60-х роках, під час створення Київського моря, 30 % території колишнього заповідника «Гористе» було затоплено, ліс вирубано. Член-кореспондент АН УРСР І. Г. Підоплічко намагався захистити від вирубки ці мальовничі місця. На це секретар ЦК КПУ М. В. Підгорний відповів, що «будівництво комунізму важливіше за красу». У цей період наукових досліджень заповідних об'єктів Київщини майже не було — окрім опублікованого у 1960 році зведення професора Київського університету О. Л. Липи про вікові дуби, що заслуговують на охорону.
У 1957 та 1967 роках на Київщині було організовано заповідні мисливські господарства «Заліське» та «Дніпровсько-Тетерівське», що використовувались як мисливські угіддя для високопосадовців з Москви та Києва. При цьому справжні природно-заповідні об'єкти майже не створювались.
У 80-ті роки почалося створення заказника «Усівський», на території болота, визначеного для охорони Постановою Ради Міністрів Української РСР № 263 від 4.06.1983 «Про заходи з підвищення економічної ефективності і екологічної обґрунтованості осушувальних меліорацій в зоні Полісся Української РСР».
Згідно з Указом Президента України «Про резервування для наступного заповідання цінних природних територій» № 79/94 від 10.03.1994 року в межах Київської області зарезервовано дві території:
- урочище «Мутвицьке» (Макарівський р-н, 785 га). Добре збережений у природному стані лісо-болотний комплекс, типовий для Українського Полісся.
- урочище «Унава» (Фастівський р-н, 974 га). Лісовий масив із ділянками старих дубів 100—150-річного віку. Має екологічне значення для збереження гідрологічного режиму річки Унава.

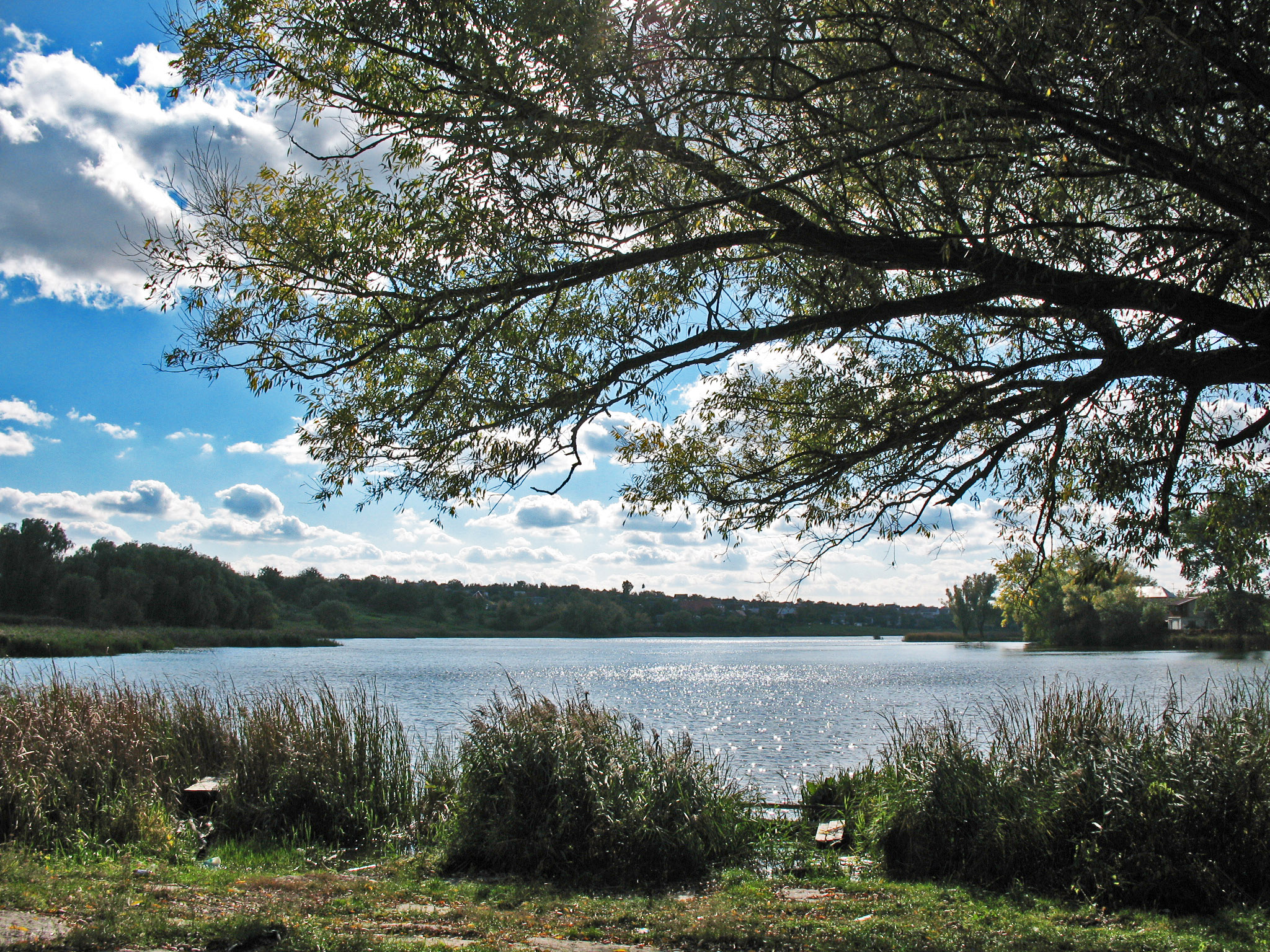
Урочище Унава, Фастівський район

Згідно з рішенням Київської обласної ради від 10.03.1994 «Про оголошення нововиявлених та резервування цінних для заповідання територій, об'єктів природно-заповідного фонду місцевого значення» 13 цінних природних територій зарезервовані під подальше заповідання як території ПЗФ місцевого значення. Це зоологічний заказник місцевого значення «Василівський», ландшафтний заказник місцевого значення «Ковічина», заповідне урочище «Нечаївщина», зоологічна пам'ятка природи місцевого значення «Гніздо орлана-білохвоста», лісовий заказник місцевого значення «Кодрянський», загальнозоологічний заказник місцевого значення «Гланишівські кар'єри», гідрологічний заказник місцевого значення «Фастівецький», ботанічна пам'ятка природи «Левурда», гідрологічна пам'ятка місцевого значення «Кошівські джерела», ботанічна пам'ятка природи місцевого значення «Козацький дуб», ботанічна пам'ятка природи місцевого значення «Віковий дуб», дві ботанічні пам'ятки природи місцевого значення «Віковий дуб звичайний».
На жодній із цих зарезервованих територій до 2012 року не створено заказника. Створений у 2010 році в Тетіївському районі ландшафтний заказник «Кошівські джерела» лише має однакову назву із запропонованим у 1994 році, а насправді розташований у зовсім інших межах та на більшій площі.
Згідно з Розпорядженням голови Київської облдержадміністрації № 375 від 15.05.2009 року «Про деякі питання створення національних природних парків у Київській області» рекомендовано підпорядкованим ОДА управлінням сприяти створенню НПП «Залісся», «Білоозерський», «Подесіння» та «Дніпровсько-Тетерівський». Також головам райдержадміністрацій рекомендовано при виділенні земельних ділянок чи зміні цільового призначення враховувати схеми розташування земель, які планують включити до складу національних природних парків. Однак після цього роздача земель не припинилася, від ОДА не було жодної реакції. На єдиному проведеному засіданні комісії з'ясувалося, що територія, запропонована для створення НПП «Подесіння» — заплава р. Десна — роздана під забудову або розпайована. Території інших запланованих НПП така доля оминула, бо вони були підпорядковані держлісфонду, що обмежує можливості місцевої влади надавати землю у власність чи користування.
Завдяки зусиллям Дружини охорони природи м. Києва, Національного екологічного центру України на Київського еколого-культурного центру протягом 2007—2010 років із залученням фахівців інститутів зоології та ботаніки НАН України було підготовлено понад 100 обґрунтувань на створення нових територій ПЗФ Київщини. З них станом на 2012 рік реалізовано лише 24.
У розвитку природно-заповідного фонду Київської області неоднозначну роль відігравало і відіграє місцеве населення. У 2007—2011 створення територій ПЗФ супроводжувалось протестами місцевих мешканців, підбурених керівництвом сільських або районних рад. Зокрема, жителі села Біївці у 2007 році на зборах громади одноголосно підписали заяву про відмову погодити створення заказника «Біївецький» доки «екологи не проведуть в село газ». У більшості таких випадків роботу зі створення природоохоронних об'єктів доводилося припиняти.
Разом з тим у цей період були створені такі важливі території ПЗФ, як лісовий заказник «Гайдамацьке болото» (751 га) — за ініціативою ДП «Іванківське лісове господарство», а також ландшафтні заказники «Кілов-Рудяків» (1000 га) та «Бориспільські острови» (6 900 га) — за ініціативою Бориспільської районної державної адміністрації.

## Зона відчуження Чорнобильської АЕС
Ця територія, яка займає чималу частину Київської області, завдяки значному зниженню загального рівня антропогенного впливу стає все більш цінною для збереження біорізноманіття. На момент Чорнобильської катастрофи у 1986 році в сьогоднішніх межах зони відчуження знаходилось 11 територій природно-заповідного фонду загальною площею 2351,72 га, серед яких один — гідрологічний заказник Іллінський (2131 га) — має загальнодержавне значення.
У 2005 році ГО «Зелена Україна» виконала проєкт «Підготовка наукового обґрунтування створення нового заповідного об'єкту — біосферного заповідника „Чорнобильська зона“». Проте, біосферний заповідник так і не було створено. Замість цього Указом Президента України від 13.08.2007 р. № 700/2007 створено загальнозоологічний заказник загальнодержавного значення «Чорнобильський спеціальний» площею 48870 га, що поглинув ділянку, запропоновану до включення у заповідну зону проєктованого біосферного заповідника в гирлі та дельті р. Прип'ять.

## Список об'єктів і територій
| Зображення | Назва території або об'єкта природно-заповідного фонду        | Категорія                                | Тип                 | Площа, га | Рік створення  | Розташування                        |
| ---------- | ------------------------------------------------------------- | ---------------------------------------- | ------------------- | --------- | -------------- | ----------------------------------- |
|            | «Бакумівський»                                                | Заказник                                 | ботанічний          | 33,4      | 1984           | Баришівський район                  |
|            | «Дубина»                                                      | Заказник                                 | ботанічний          | 4         | 1991           | Баришівський район                  |
|            | «Подільський»                                                 | Заказник                                 | гідрологічний       | 280       | 1991           | Баришівський район                  |
|            | «Борщівський»                                                 | Заказник                                 | лісовий             | 35,8      | 2003           | Баришівський район                  |
|            | «Вибла могила»                                                | Пам'ятка природи                         | комплексна          | 2         | 1991           | Баришівський район                  |
|            | «Альта»                                                       | Парк-пам'ятка садово-паркового мистецтва |                     | 3         | 1991           | Баришівський район                  |
|            | «Олександрія»                                                 | Дендрологічний парк                      |                     | 405,8     | 1983/1998/2008 | Білоцерківський район               |
|            | «Малишки»                                                     | Заповідне урочище                        |                     | 142       | 1994           | Білоцерківський район               |
|            | «Щербаки»                                                     | Пам'ятка природи                         | геологічна          | 2         | 1979           | Білоцерківський район               |
|            | «Томилівський»                                                | Парк-пам'ятка садово-паркового мистецтва |                     | 2,8       | 1972           | Білоцерківський район               |
|            | «Турчино»                                                     | Заповідне урочище                        |                     | 327       | 1968           | Богуславський район                 |
|            | «Медвин дуб»                                                  | Пам'ятка природи                         | ботанічна           | 0,02      | 2010           | Богуславський район                 |
|            | «Відслонення богуславських гранітів»                          | Пам'ятка природи                         | геологічна          | 4         | 1994           | Богуславський район                 |
|            | «Богуславль»                                                  | Регіональний ландшафтний парк            |                     | 7,5       | 2008           | Богуславський район                 |
|            | «Болото Біле»                                                 | Заказник                                 | гідрологічний       | 392,6     | 1999           | Бориспільський район                |
|            | «Процівський»                                                 | Заказник                                 | іхтіологічний       | 563       | 1999           | Бориспільський район                |
|            | «Бориспільські острови»                                       | Заказник                                 | ландшафтний         | 6900,26   | 2011           | Бориспільський район                |
|            | «Кілов-Рудяків»                                               | Заказник                                 | ландшафтний         | 800,15    | 2011           | Бориспільський район                |
|            | «Нечаївщина»                                                  | Заказник                                 | ландшафтний         | 17,6      | 2010           | Бориспільський район                |
|            | «Хутір Чубинського»                                           | Заказник                                 | ландшафтний         | 10        | 1994           | Бориспільський район                |
|            | Урочище «В'язове»                                             | Заказник                                 | орнітологічний      | 336       | 1988           | Бориспільський район                |
|            | «Сулимівський»                                                | Парк-пам'ятка садово-паркового мистецтва |                     | 17,4      | 1972           | Бориспільський район                |
|            | «Катеринин дуб»                                               | Пам'ятка природи                         | ботанічна           | 0,02      | 2014           | Бориспільський район                |
|            | «Бурковиця»                                                   | Заказник                                 | ландшафтний         | 349       | 2009           | Бородянський район                  |
|            | «Сторожівці»                                                  | Заказник                                 | ландшафтний         | 47,9      | 2009           | Бородянський район                  |
|            | «Дуби»                                                        | Пам'ятка природи                         | ботанічна           | 0,8       | 1968           | Бородянський район                  |
|            | «Дубові насадження»                                           | Пам'ятка природи                         | ботанічна           | 2,3       | 1968           | Бородянський район                  |
|            | «Смерека»                                                     | Пам'ятка природи                         | ботанічна           | 0,02      | 1972           | Бородянський район                  |
|            | «Соснові насадження»                                          | Пам'ятка природи                         | ботанічна           | 0,5       | 1972           | Бородянський район                  |
|            | «Соснові насадження»                                          | Пам'ятка природи                         | ботанічна           | 5,5       | 1972           | Бородянський район                  |
|            | «Сосново-дубові насадження»                                   | Пам'ятка природи                         | ботанічна           | 7,1       | 1968           | Бородянський район                  |
|            | «Сосново-дубові насадження»                                   | Пам'ятка природи                         | ботанічна           | 1         | 1968           | Бородянський район                  |
|            | «Урочище Бабка»                                               | Пам'ятка природи                         | ботанічна           | 78        | 1975           | Бородянський район                  |
|            | «Оврамівсько-Івашківський»                                    | Заказник                                 | ботанічний          | 19        | 1994           | Броварський район                   |
|            | «Велеківське болото»                                          | Заказник                                 | гідрологічний       | 773       | 1994           | Броварський район                   |
|            | «Калитянська Дача»                                            | Заказник                                 | ландшафтний         | 1162      | 1996           | Броварський район                   |
|            | «Залісся»                                                     | Національний природний парк              |                     | 13548,5   | 2009           | Броварський район                   |
|            | «Васильківські Карпати»                                       | Заказник                                 | ландшафтний         | 226,8     | 1999           | Васильківський район                |
|            | «Ковалівський яр»                                             | Заказник                                 | ландшафтний         | 15        | 2010           | Васильківський район                |
|            | «Невідомщина»                                                 | Заказник                                 | ландшафтний         | 16,5      | 2010           | Васильківський район                |
|            | «Дзвінківський»                                               | Заказник                                 | лісовий             | 700       | 1974           | Васильківський район                |
|            | «Омелькова гора»                                              | Пам'ятка природи                         | ботанічна           | 3         | 2002           | Васильківський район                |
|            | «Глибокий ліс»                                                | Заказник                                 | ботанічний          | 29        | 1984           | Вишгородський район                 |
|            | «Дмитрівський»                                                | Заказник                                 | ботанічний          | 16,6      | 1978           | Вишгородський район                 |
|            | «Лісовичі»                                                    | Заказник                                 | ботанічний          | 9,7       | 1984           | Вишгородський район                 |
|            | «Любимівський»                                                | Заказник                                 | ботанічний          | 23,2      | 1984           | Вишгородський район                 |
|            | «Димерський»                                                  | Заказник                                 | гідрологічний       | 850       | 1984           | Вишгородський район                 |
|            | «Катюжанський»                                                | Заказник                                 | гідрологічний       | 291       | 1984           | Вишгородський район                 |
|            | «Дніпровсько-Деснянський»                                     | Заказник                                 | ландшафтний         | 1400      | 1980           | Вишгородський район                 |
|            | «Чернинський»                                                 | Заказник                                 | ландшафтний         | 3134,3    | 2010           | Вишгородський район                 |
|            | «Шевченківський ліс»                                          | Заказник                                 | ландшафтний         | 53,5      | 2010           | Вишгородський район                 |
|            | «Журавлиний»                                                  | Заказник                                 | орнітологічний      | 399,7     | 1994           | Вишгородський район                 |
|            | «Пірнівський»                                                 | Заказник                                 | орнітологічний      | 5         | 1987           | Вишгородський район                 |
|            | «Первомайське»                                                | Заповідне урочище                        |                     | 82,1      | 2003           | Вишгородський район                 |
|            | «Старопетрівські соснові насадження»                          | Заповідне урочище                        |                     | 102,9     | 1968           | Вишгородський район                 |
|            | «Дуби княгині Ольги»                                          | Пам'ятка природи                         | ботанічна           | 0,05      | 2012           | Вишгородський район                 |
|            | «Хвощ великий»                                                | Пам'ятка природи                         | ботанічна           | 2         | 1999           | Вишгородський район                 |
|            | «Ново-Петрівський геологічний розріз»                         | Пам'ятка природи                         | геологічна          | 2         | 1979           | Вишгородський район                 |
|            | «Дзвінкова криниця»                                           | Пам'ятка природи                         | гідрологічна        | 2,5       | 2000           | Вишгородський район                 |
|            | «Лобачівський ліс»                                            | Заказник                                 | ботанічний          | 82        | 1994           | Володарський район                  |
|            | «Володарська дача»                                            | Заказник                                 | лісовий             | 213       | 1994           | Володарський район                  |
|            | «Михайлівська дача»                                           | Заказник                                 | лісовий             | 209       | 1994           | Володарський район                  |
|            | «Високопродуктивні соснові насадження»                        | Пам'ятка природи                         | ботанічна           | 7,3       | 1972           | Володарський район                  |
|            | «Дуб-Володар»                                                 | Пам'ятка природи                         | ботанічна           | 0,02      | 2011           | Володарський район                  |
|            | «Усівський-1»                                                 | Заказник                                 | гідрологічний       | 2000      | 1980           | Згурівський район                   |
|            | «Болото Перевід»                                              | Заказник                                 | гідрологічний       | 561       | 2016           | Згурівський район                   |
|            | «Галаганове»                                                  | Заповідне урочище                        |                     | 170       | 1972           | Згурівський район                   |
|            | «Згурівський»                                                 | Парк-пам'ятка садово-паркового мистецтва |                     | 309       | 1972           | Згурівський район                   |
|            | «Усівський-2»                                                 | Заказник                                 | гідрологічний       | 1447,7    | 1994           | Згурівський, Яготинський            |
|            | «Чорнобильський радіаційно-екологічний біосферний заповідник» | Біосферний заповідник                    |                     | 226 964,7 | 2016           | Іванківський район, Поліський район |
|            | «Чорнобильський спеціальний»                                  | Заказник                                 | загальнозоологічний | 48870     | 2007           | Іванківський район                  |
|            | «Березовське»                                                 | Заказник                                 | ландшафтний         | 240,7     | 2009           | Іванківський район                  |
|            | «Гайдамацьке болото»                                          | Заказник                                 | ландшафтний         | 751       | 2009           | Іванківський район                  |
|            | «Яхнівський»                                                  | Заказник                                 | ландшафтний         | 426       | 2009           | Іванківський район                  |
|            | «Пухівський»                                                  | Заказник                                 | лісовий             | 13,9      | 1972           | Іванківський район                  |
|            | «Чапля»                                                       | Заказник                                 | орнітологічний      | 1,3       | 1987           | Іванківський район                  |
|            | «Чорний лелека»                                               | Заказник                                 | орнітологічний      | 3,2       | 1994           | Іванківський район                  |
|            | «Вікові дубові насадження»                                    | Заповідне урочище                        |                     | 17,5      | 1968           | Іванківський район                  |
|            | «Загір'я»                                                     | Заповідне урочище                        |                     | 119       | 1984           | Іванківський район                  |
|            | «Вікові дубові насадження»                                    | Пам'ятка природи                         | ботанічна           | 11        | 1968           | Іванківський район                  |
|            | «Вільхові насадження проф. Товстоліса»                        | Пам'ятка природи                         | ботанічна           | 4,8       | 1968           | Іванківський район                  |
|            | «Двоярусні насадження»                                        | Пам'ятка природи                         | ботанічна           | 2,9       | 1972           | Іванківський район                  |
|            | «Двоярусні насадження»                                        | Пам'ятка природи                         | ботанічна           | 6,2       | 1972           | Іванківський район                  |
|            | «Ділянка сосни звичайної»                                     | Пам'ятка природи                         | ботанічна           | 5,8       | 1968           | Іванківський район                  |
|            | «Ділянка сосни звичайної»                                     | Пам'ятка природи                         | ботанічна           | 0,02      | 1968           | Іванківський район                  |
|            | «Змішані насадження»                                          | Пам'ятка природи                         | ботанічна           | 3,1       | 1972           | Іванківський район                  |
|            | «Насадження дуба черешчатого»                                 | Пам'ятка природи                         | ботанічна           | 15        | 1968           | Іванківський район                  |
|            | «Соснові насадження»                                          | Пам'ятка природи                         | ботанічна           | 4,5       | 1972           | Іванківський район                  |
|            | «Соснові насадження»                                          | Пам'ятка природи                         | ботанічна           | 3,8       | 1972           | Іванківський район                  |
|            | «Соснові насадження»                                          | Пам'ятка природи                         | ботанічна           | 10        | 1972           | Іванківський район                  |
|            | «Соснові насадження»                                          | Пам'ятка природи                         | ботанічна           | 7         | 1972           | Іванківський район                  |
|            | «Сосново-дубові насадження»                                   | Пам'ятка природи                         | ботанічна           | 3,8       | 1972           | Іванківський район                  |
|            | «Чорновільхові насадження понад р. Прип'ять»                  | Пам'ятка природи                         | ботанічна           | 10        | 1968           | Іванківський район                  |
|            | «Чорновільхові насадження понад р. Прип'ять»                  | Пам'ятка природи                         | ботанічна           | 16        | 1968           | Іванківський район                  |
|            | «Городище»                                                    | Пам'ятка природи                         | комплексна          | 5         | 1968           | Іванківський район                  |
|            | «Криничка»                                                    | Заказник                                 | гідрологічний       | 2         | 2010           | Ірпінь                              |
|            | «Ворзельський»                                                | Заказник                                 | лісовий             | 85        | 2003           | Ірпінь                              |
|            | «Дуб Прадуб»                                                  | Пам'ятка природи                         | ботанічна           | 0,01      | 2010           | Ірпінь                              |
|            | «Тюльпанове дерево»                                           | Пам'ятка природи                         | ботанічна           | 0,2       | 1987           | Ірпінь                              |
|            | «Стайківські обрії»                                           | Заказник                                 | загальнозоологічний | 212       | 2010           | Кагарлицький район                  |
|            | «Ржищівський»                                                 | Заказник                                 | ландшафтний         | 1288      | 1985           | Кагарлицький район                  |
|            | «Ржищівський»                                                 | Заказник                                 | ландшафтний         | 1712      | 1968           | Кагарлицький район                  |
|            | «Кагарлицький»                                                | Парк-пам'ятка садово-паркового мистецтва |                     | 35,5      | 1980           | Кагарлицький район                  |
|            | «Урочище Безодня»                                             | Заказник                                 | ботанічний          | 3,35      | 2005           | Києво-Святошинський район           |
|            | «Урочище Гора Козинська»                                      | Заказник                                 | ботанічний          | 2,08      | 2005           | Києво-Святошинський район           |
|            | «Озерне»                                                      | Заказник                                 | ландшафтний         | 30,6659   | 2012           | Києво-Святошинський район           |
|            | «Урочище Кирикове»                                            | Заказник                                 | ландшафтний         | 13        | 2005           | Києво-Святошинський район           |
|            | «Юрівський»                                                   | Заказник                                 | ландшафтний         | 10        | 2012           | Києво-Святошинський район           |
|            | «Гореницький»                                                 | Заказник                                 | лісовий             | 221       | 2012           | Києво-Святошинський район           |
|            | «Жуків Хутір»                                                 | Заказник                                 | лісовий             | 622,5     | 1985/1996      | Києво-Святошинський район           |
|            | «Жорнівський»                                                 | Заказник                                 | орнітологічний      | 90        | 1974           | Києво-Святошинський район           |
|            | «Корчуватник»                                                 | Заповідне урочище                        |                     | 41        | 1994           | Києво-Святошинський район           |
|            | «Витоки струмка Дніприк»                                      | Пам'ятка природи                         | ботанічна           | 1,5       | 2008           | Києво-Святошинський район           |
|            | «Ходосівський дуб»                                            | Пам'ятка природи                         | ботанічна           | 0,04      | 2008           | Києво-Святошинський район           |
|            | «Ясен звичайний»                                              | Пам'ятка природи                         | ботанічна           | 0,01      | 2005           | Києво-Святошинський район           |
|            | «Білогородський горб»                                         | Пам'ятка природи                         | геологічна          | 2         | 1979           | Києво-Святошинський район           |
|            | «Жорнівський»                                                 | Парк-пам'ятка садово-паркового мистецтва |                     | 5,2       | 1972           | Києво-Святошинський район           |
|            | «Атамановий гай»                                              | Заказник                                 | ботанічний          | 14,5      | 1994           | Макарівський район                  |
|            | «Урочище Мутвицьке»                                           | Заказник                                 | ландшафтний         | 785       | 1996           | Макарівський район                  |
|            | «Цезарівський»                                                | Заказник                                 | ландшафтний         | 475       | 1994           | Макарівський район                  |
|            | «Борові ділянки»                                              | Заказник                                 | лісовий             | 56        | 1994           | Макарівський район                  |
|            | «Вепрове»                                                     | Заповідне урочище                        |                     | 118       | 1994           | Макарівський район                  |
|            | «Урочище «Пужа»                                               | Заповідне урочище                        |                     | 10        | 2000           | Макарівський район                  |
|            | «Віковий дуб черешчатий»                                      | Пам'ятка природи                         | ботанічна           | 0,02      | 1972           | Макарівський район                  |
|            | «Змієві вали»                                                 | Пам'ятка природи                         | геологічна          | 15,75     | 2002           | Макарівський район                  |
|            | «Копилівський»                                                | Парк-пам'ятка садово-паркового мистецтва |                     | 8         | 1972           | Макарівський район                  |
|            | «Астрагал»                                                    | Заказник                                 | ботанічний          | 14,6      | 2012           | Миронівський район                  |
|            | «Маслівський»                                                 | Заказник                                 | ботанічний          | 942,9     | 2000           | Миронівський район                  |
|            | «Сині дубки»                                                  | Заказник                                 | ботанічний          | 30        | 2012           | Миронівський район                  |
|            | «Тулинецькі Переліски»                                        | Заказник                                 | ботанічний          | 88        | 1999           | Миронівський район                  |
|            | «Трахтемирів»                                                 | Регіональний ландшафтний парк            |                     | 5148,7    | 2000           | Миронівський район                  |
|            | «Копачівський»                                                | Заказник                                 | гідрологічний       | 227,7     | 1994           | Обухівський район                   |
|            | Урочище «Гощів»                                               | Заказник                                 | гідрологічний       | 215       | 1988           | Обухівський район                   |
|            | «„Пролісок“»                                                  | Заказник                                 | ландшафтний         | 391       | 2009           | Обухівський район                   |
|            | «Заплавний»                                                   | Заказник                                 | ландшафтний         | 213       | 2003           | Обухівський район                   |
|            | «Козинський»                                                  | Заказник                                 | ландшафтний         | 967       | 1994           | Обухівський район                   |
|            | «Копачівські схили»                                           | Заказник                                 | ландшафтний         | 30        | 1994           | Обухівський район                   |
|            | «Обухівський»                                                 | Заказник                                 | ландшафтний         | 625,5     | 2004           | Обухівський район                   |
|            | «Урочище Калинове»                                            | Заказник                                 | ландшафтний         | 114       | 1994           | Обухівський район                   |
|            | «Щербанівський»                                               | Заказник                                 | ландшафтний         | 67,2      | 2010           | Обухівський район                   |
|            | «Стугна»                                                      | Заказник                                 | лісовий             | 58,5      | 2003           | Обухівський район                   |
|            | «Верем'я»                                                     | Заповідне урочище                        |                     | 6,7       | 1994           | Обухівський район                   |
|            | «Городище „Городок“»                                          | Пам'ятка природи                         | ботанічна           | 3         | 2010           | Обухівський район                   |
|            | «Городище»                                                    | Пам'ятка природи                         | комплексна          | 1         | 2009           | Обухівський район                   |
|            | «Ревина гора»                                                 | Пам'ятка природи                         | комплексна          | 1         | 2009           | Обухівський район                   |
|            | «Діброва»                                                     | Заказник                                 | ботанічний          | 102       | 1984/2013      | Переяслав-Хмельницький район        |
|            | «Степовий»                                                    | Заказник                                 | ботанічний          | 10        | 2003           | Переяслав-Хмельницький район        |
|            | «Стовп'язькі краєвиди»                                        | Заказник                                 | ландшафтний         | 118,2     | 2011           | Переяслав-Хмельницький район        |
|            | Болото в урочищі «Солонці»                                    | Заповідне урочище                        |                     | 50        | 1979           | Переяслав-Хмельницький район        |
|            | «Крутуха»                                                     | Заповідне урочище                        |                     | 9,3       | 2005           | Переяслав-Хмельницький район        |
|            | «Студенеківські дубові насадження»                            | Заповідне урочище                        |                     | 96        | 1968           | Переяслав-Хмельницький район        |
|            | «Білоозерський»                                               | Національний природний парк              |                     | 3658,22   | 2009           | Переяслав-Хмельницький район        |
|            | «Два товариша»                                                | Пам'ятка природи                         | ботанічна           | 0,2       | 2005           | Переяслав-Хмельницький район        |
|            | «Роблена могила»                                              | Пам'ятка природи                         | ботанічна           | 0,3       | 2003           | Переяслав-Хмельницький район        |
|            | «Соболева могила»                                             | Пам'ятка природи                         | ботанічна           | 0,3       | 2005           | Переяслав-Хмельницький район        |
|            | «Три брати»                                                   | Пам'ятка природи                         | ботанічна           | 0,5       | 2003           | Переяслав-Хмельницький район        |
|            | «Гірка (урочище)»                                             | Пам'ятка природи                         | ботанічна           | 1,1       | 2005           | Переяслав-Хмельницький район        |
|            | «Криниця св. Георгія»                                         | Пам'ятка природи                         | гідрологічна        | 25        | 2005           | Переяслав-Хмельницький район        |
|            | «Дніпрово-Яненковий вал»                                      | Пам'ятка природи                         | комплексна          | 5,6       | 2005           | Переяслав-Хмельницький район        |
|            | «Ташанський»                                                  | Парк-пам'ятка садово-паркового мистецтва |                     | 144       | 1996           | Переяслав-Хмельницький район        |
|            | «Акація біла»                                                 | Пам'ятка природи                         | ботанічна           | 0,02      | 1972           | Переяслав-Хмельницький              |
|            | «Городещено»                                                  | Заказник                                 | ботанічний          | 9         | 1984           | Поліський район                     |
|            | «Іллінський»                                                  | Заказник                                 | гідрологічний       | 2000      | 2007           | Поліський район                     |
|            | «Сухоліський»                                                 | Заказник                                 | ботанічний          | 15,1      | 2010           | Рокитнянський район                 |
|            | «Бушівський»                                                  | Заказник                                 | лісовий             | 148       | 1987           | Рокитнянський район                 |
|            | «Саварка»                                                     | Заказник                                 | орнітологічний      | 89        | 1987           | Рокитнянський район                 |
| «»         | «Дулицьке»                                                    | Заказник                                 | гідрологічний       | 71,6      | 2012           | Сквирський район                    |
|            | «Пустоварівка»                                                | Заказник                                 | лісовий             | 198       | 1994           | Сквирський район                    |
| «»         | «Уютне»                                                       | Заказник                                 | лісовий             | 59        | 1994           | Сквирський район                    |
| «»         | «Урочище «Чагарі»»                                            | Заповідне урочище                        |                     | 47        | 2010           | Сквирський район                    |
|            | «Гінкго дволопатеве»                                          | Пам'ятка природи                         | ботанічна           | 0,02      | 1994           | Сквирський район                    |
|            | «Тюльпанові дерева»                                           | Пам'ятка природи                         | ботанічна           | 0,02      | 2000           | Сквирський район                    |
|            | «Стрижавський ліс»                                            | Заказник                                 | ботанічний          | 248       | 1994           | Ставищенський район                 |
|            | Урочище «Дубина»                                              | Заказник                                 | ботанічний          | 29        | 2002           | Ставищенський район                 |
|            | «Ревуха»                                                      | Заповідне урочище                        |                     | 56,2      | 1968           | Ставищенський район                 |
|            | «Ставищанський»                                               | Парк-пам'ятка садово-паркового мистецтва | —                   | 14        | 1972           | Ставищенський район                 |
|            | «Улашівська дача»                                             | Заказник                                 | лісовий             | 133       | 2002           | Таращанський район                  |
|            | «Мохове»                                                      | Пам'ятка природи                         | комплексна          | 0,3       | 1972           | Таращанський район                  |
|            | «Бабині лози»                                                 | Заказник                                 | гідрологічний       | 20        | 1994           | Тетіївський район                   |
|            | «Лебединий»                                                   | Заказник                                 | ландшафтний         | 108,8     | 2011           | Тетіївський район                   |
|            | «Попів Хутір»                                                 | Заказник                                 | ландшафтний         | 80        | 1994/2009      | Тетіївський район                   |
|            | «Урочище Кремез»                                              | Заказник                                 | ландшафтний         | 72        | 2009           | Тетіївський район                   |
|            | «Урочище Мазепинці»                                           | Заказник                                 | ландшафтний         | 15        | 2009           | Тетіївський район                   |
|            | «Стадницький став»                                            | Заказник                                 | орнітологічний      | 71,6      | 1994           | Тетіївський район                   |
|            | «Таліжинецький ліс»                                           | Заповідне урочище                        |                     | 177       | 1994           | Тетіївський район                   |
|            | «Круглик»                                                     | Пам'ятка природи                         | ботанічна           | 14        | 1996           | Тетіївський район                   |
|            | «Кошівські джерела»                                           | Пам'ятка природи                         | гідрологічна        | 178,9     | 2010           | Тетіївський район                   |
|            | «Дубовий гай»                                                 | Парк-пам'ятка садово-паркового мистецтва |                     | 29,8      | 2009           | Тетіївський район                   |
|            | «П'ятигірський»                                               | Парк-пам'ятка садово-паркового мистецтва |                     | 29,8      | 1973           | Тетіївський район                   |
|            | «Чагари»                                                      | Парк-пам'ятка садово-паркового мистецтва |                     | 33,9      | 2009           | Тетіївський район                   |
|            | Урочище «Кончаки»                                             | Заказник                                 | гідрологічний       | 72        | 1994           | Фастівський район                   |
|            | «Кожанська балка»                                             | Заказник                                 | ландшафтний         | 50        | 1994           | Фастівський район                   |
|            | «Урочище Унава»                                               | Заказник                                 | лісовий             | 974       | 1996           | Фастівський район                   |
|            | «Вікова сосна»                                                | Пам'ятка природи                         | ботанічна           | 0,02      | 1972           | Фастівський район                   |
|            | «Дуб черешчатий»                                              | Пам'ятка природи                         | ботанічна           | 0,02      | 1968           | Фастівський район                   |
|            | «Молодіжний»                                                  | Парк-пам'ятка садово-паркового мистецтва |                     | 14,02     | 2000           | Фастівський район                   |
|            | «Фастівський»                                                 | Парк-пам'ятка садово-паркового мистецтва |                     | 33        | 1972           | Фастівський район                   |

## Список втрачених об'єктів
| Назва та категорія                                    | Розташування | Рішення про оголошення | Рішення про скасування | Опис |
| ----------------------------------------------------- | ------------ | ---------------------- | --- | --- |
| Вільха чорна Заповідне урочище                        |              |                        | Рішення Київської обласної ради від 5.10.2000 № 233-13-ХХІІІ «Про скасування статусу територій та об'єктів природно-заповідного фонду місцевого значення Київської області» | Площа 4,8 га. Причина скасування: внаслідок всихання на ділянці загинуло до 90% вільхових насаджень                                                                                |
| Модрина Ботанічна пам'ятка природи місцевого значення |              |                        | Рішення Київської обласної ради від 5.10.2000 № 233-13-ХХІІІ «Про скасування статусу територій та об'єктів природно-заповідного фонду місцевого значення Київської області» | Площа 0,02 га. Причина скасування: обидві модрини висохли, а стовбури заселені шкідниками.                                                                                         |
| Сосна Ботанічна пам'ятка природи місцевого значення   |              |                        | Рішення Київської обласної ради від 5.10.2000 № 233-13-ХХІІІ «Про скасування статусу територій та об'єктів природно-заповідного фонду місцевого значення Київської області» | Площа 1,7 га. Причина скасування: внаслідок низової пожежі 1992 року, що перекинулась на ліс з сусіднього перелогу, на ділянці загинуло 70-80% дерев, у тому числі 200-річна сосна |